# 马耶拉圣伯多禄堂
马耶拉圣伯多禄堂（Chiesa di San Pietro a Majella）是一座罗马天主教教堂，位于意大利那不勒斯法庭街西端。它也可指相邻的那不勒斯音乐学院，设于原修道院内。
教堂是那不勒斯安茹王朝建筑最显著的例子之一，由卡罗二世的一位骑士若望巴尔莱塔所建，他负责摧毁撒拉森人在半岛南部最后一个殖民地卢切拉。
马耶拉圣伯多禄堂建于14世纪初，供奉来自马耶拉的隐修士摩羅尼的伯多禄·安吉納列奧，1294年成为教宗 雷定五世。他创立的雷定会管理该堂直到1799年那不勒斯共和国取缔修道院为止。君主制复辟后，修道院重新开放，但在1826年改为音乐学院。教堂在1930年代经过修复，现在仍很活跃。
该堂由于系安茹王朝建筑，西班牙人在17世纪进行了巴洛克化妆，但在20世纪又试图恢复原来的哥特式外观。

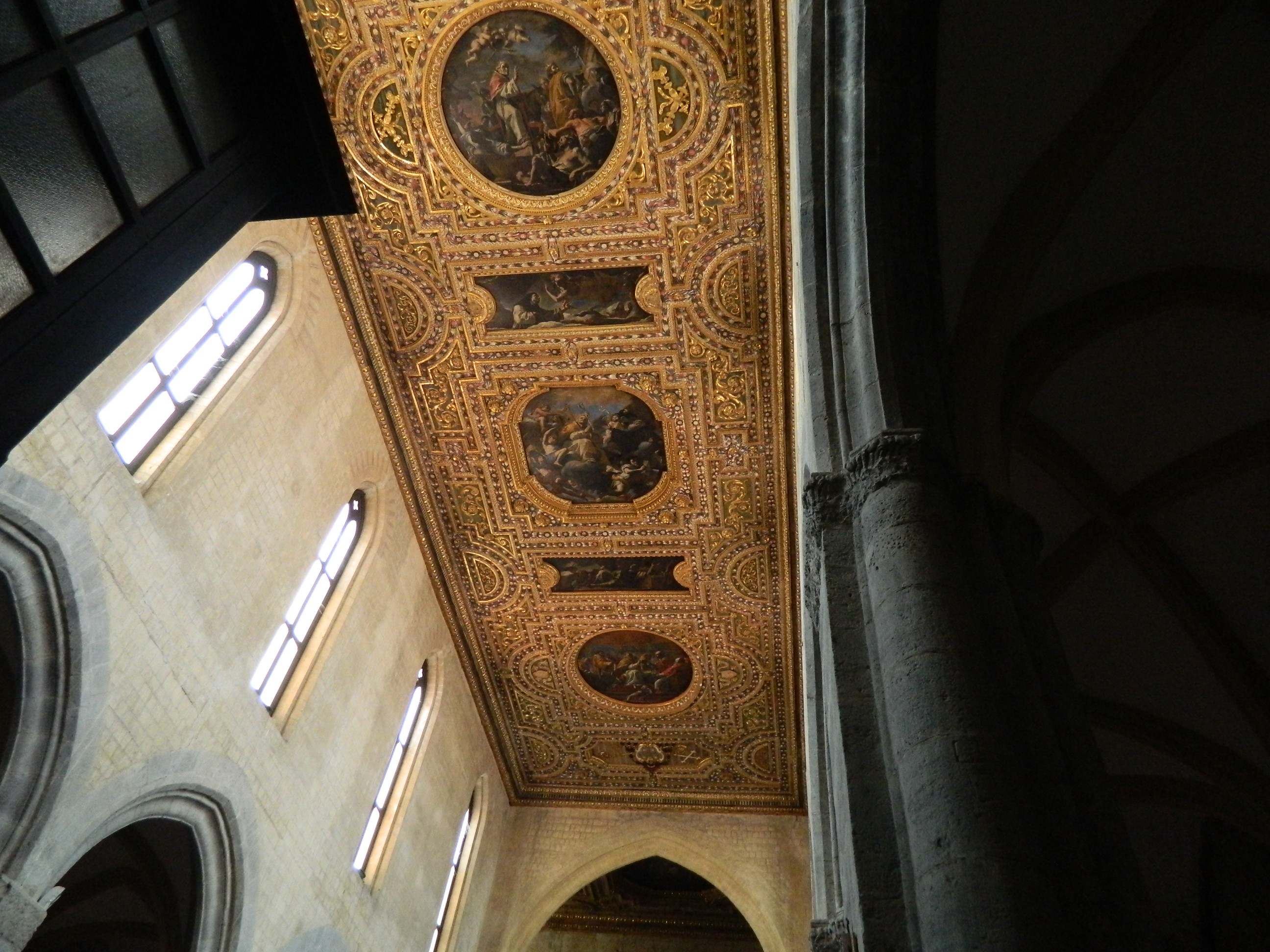
天花板